# Marie-José Sacré
Pour les articles homonymes, voir Sacré (homonymie).
Marie-José Sacré, née le 4 août 1946 à Battice (province de Liège), est une autrice, peintre, sculptrice et illustratrice belge.

## Biographie
Marie-José Sacré naît le 4 août 1946 à Battice,. Elle se forme à l'Académie royale des beaux-arts de Liège.

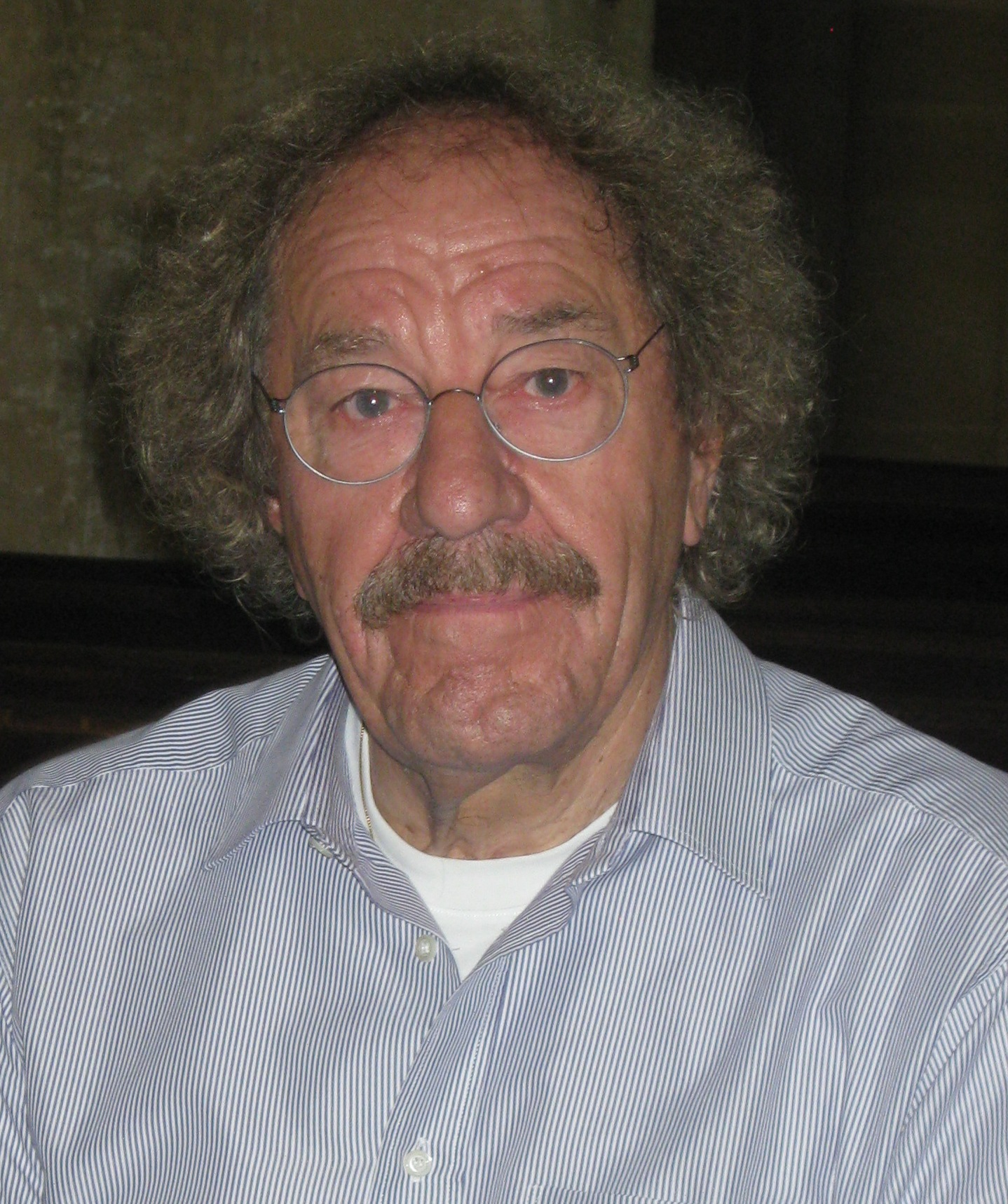
Pierre Coran en 2010, pour qui elle a illustré une dizaine d'albums.

Elle écrit et illustre son premier livre jeunesse au Japon, au milieu des années 1970.
Elle collabore également en tant qu'illustratrice auprès de nombreux auteurs jeunesse. Elle en illustre plusieurs écrits par Catherine Metzmoyer, par Guy Counhaye ou par Pierre Coran.
Elle est lauréate du Prix Québec-Wallonie-Bruxelles de littérature de jeunesse en 1987.
En 1986, elle illustre le premier livre jeunesse écrit par Carl Norac — fils de Pierre Coran pour qui elle a illustré une dizaine d'albums — Bon appétit Monsieur Logre, qui sera distingué l'année suivante d'une "Mention" Prix critique en herbe de la Foire internationale du livre jeunesse de Bologne. Elle obtiendra trois autres fois cette "Mention" Prix critique en herbe, aux éditions de 1990, 1991 et 1992 de la Foire internationale du livre jeunesse de Bologne.
Elle a publié plus d'une centaine d'ouvrages, chez divers éditeurs, Fernand Nathan, Cerf, Bilboquet ou Casterman. Ils sont traduits dans une vingtaine de langues et diffusés internationalement. Ses illustrations sont notamment très « appréciées au Japon ».
Elle dessine également pour plusieurs revues : Dopido, Dorémi, Bonjour, Picoti, Toupie, Toboggan, J'apprends à lire et Bambi.
Elle dessine l'album de bande dessinée Les Voyages de Monsieur Victor sur un scénario de Jeanine Rahir publié aux éditions Glénat en 1989.

## Quelques ouvrages
Marie-José Sacré a publié plus d'une centaine d'ouvrages. 

### Autrice et illustratrice
- La Tribu des Malotrus, Duculot, 1981
- Le pays du roi cuisinier, Tournai, Casterman, coll. « Le croque-livres », 1981, ill. 17 cm (ISBN 978-2-20-313812-4 et 978-2-20-401412-0, OCLC 1400559109)
- Le Pissenlit, Cerf, 1981
- Le Chat, Cerf-Boehem press, 1982
- Le Roi cuisine, Épigones, coll. « Histoires pour toi », 1991  (ISBN 2736645111)
- La maison des souris : avec figurines : un livre-carrousel animé, Trois-Ponts, Lipokili, 2003, ill., coul., 31 cm (ISBN 978-2-87-422055-5, OCLC 469656338)

### Illustratrice
- Le Pays du roi cuisinier, texte de Dominique Barrios-Delgado, Cerf, 1979
- Marie et Nez-Carotte, le bonhomme de neige, Fernand Nathan, 1982
- 13 Petites Histoires à lire pour bien dormir, Casterman, 1988
- La Fleur jaune, texte de Renate Schupp, éd. Épigones, 1988 "Mention" Prix critique en herbe de la Foire internationale du livre jeunesse de Bologne[5] 1990.
- Le Petit Homme et les géants, écrit par Klaus Kordon, éd. Épigones, 1991 "Mention" Prix critique en herbe de la Foire internationale du livre jeunesse de Bologne[7] 1992.
- L’Œuf de crocodile, texte de Christian Merveille, Casterman, 1991
- Pirouette et Réséda à Chaos-la-Folie, texte de Colette Demez, Casterman, 1993
- Les Chansons françaises, Chevron, Hemma, 2001, 32 p., ill. 26 cm (OCLC 1400879310)

Avec Guy Counhaye au texte
- Alphonse le cochon parfumé, 1984
- Balthazar le lion sans dents
- Oscar et les rois
- Gros loup[11]
- Octave, l'hippopotame volant
- Pépé loup de mer, Casterman, coll. « Funambule » no 71, 1981  (ISBN 2-203-10920-3)
- Les Somnambules, Gakken, 1984
- La Souris musclée, Gakken, 1986
- Où est passée la cloche ?, Averbode, 1994
- Plum et Tirebouchon, Averbode, 1996.
- Albin, le Géant, Gakken, 1996.
- Oscar et Les Rats T, Mijade, 1996.Oscar et Les Rats T, Namur, Mijade, 1996, 32 p., ill. 29 cm (ISBN 978-2-87-142076-7, OCLC 1400545883)
- L'Ours frileux[12], Casterman, 2003  (ISBN 9782203525092)

Avec Pierre Coran au texte
- La Pipe à bulles, éd. Duculot, 1981
- Sans-souci la souris
- Baladin le chien
- Berlue la tortue
- Le Castor paresseux
- Lulu le chat
- Léa l'oie
- Lupin le lapin
- Ma famille

Avec Carl Norac au texte
- Bon Appétit Monsieur Logre, texte de Carl Norac, Liège, Dessain, 1986 "Mention" Prix critique en herbe de la Foire internationale du livre jeunesse de Bologne[4] 1987.
- Le Fantôme à tics, texte de Carl Norac, ill. par  Marie-José Sacré, Dessain, Liège, 1986
- Baloum, le génie[13], texte de Carl Norac, ill. par Marie-José Sacré, Dessain, coll. « La Botte de 7 lieues », Liège, 1987  (ISBN 2-502-00102-1)
- Harpagonne la sorcière, texte de Carl Norac, ill. par  Marie-José Sacré, Dessain, coll. « La Botte de 7 lieues », Liège, 1987
- Loch Ernest est-il un monstre ?, illustré par Marie-José Sacré, Dessain, coll. « La Botte de 7 lieues », 1988  (ISBN 2-502-00104-8)
- Le Chat catastrophe, texte de Carl Norac, ill. Marie-José Sacré, Gakken, Tokyo, 1999

Avec Catherine Metzmeyer au texte
- Chapeau vole, Sorbier, 1996  (ISBN 2732034487)
- La Peinture
- Bonhomme de neige
- Le Nénuphar

Avec Gerda Wagener au texte
- Tout p'tit lièvre et ses amis, éd. Épigones, 1990 "Mention" Prix critique en herbe de la Foire internationale du livre jeunesse de Bologne[6] 1991.
- Un petit frère pour Joséphine, éd. Épigones, 1992
- Tout p'tit lièvre et le renard, éd. Épigones, 1994
- Petit lièvre fait de la musique, éd. Bilboquet, 1998

### Albums de bande dessinée

#### Les Voyages de Monsieur Victor
- Les Voyages de Monsieur Victor, Glénat, Grenoble, 1989
Scénario : Jeanine Rahir - Dessin : Marie-José Sacré - Couleurs : quadrichromie -  (ISBN 2-7234-1099-4)

## Prix et distinctions
- 1982 :  The Owl Price for Popularity ;
- 1987 : 
  -  prix Québec-Wallonie-Bruxelles de littérature de jeunesse[3] ;
  -  "Mention" Prix critique en herbe de la Foire internationale du livre jeunesse de Bologne[4] pour Bon Appétit Monsieur Logre, texte de Carl Norac ;
- 1990 : 
  -  "Mention" Prix critique en herbe de la Foire internationale du livre jeunesse de Bologne[5] pour La Fleur jaune, texte de Renate Schupp ;
  -  prix de la découverte-Grelot, du Festival de BD à Sierre ;
- 1991 :  "Mention" Prix critique en herbe de la Foire internationale du livre jeunesse de Bologne[6] pour Tout P'tit Lièvre et ses amis, écrit par Gerda Wagener ;
- 1992 :
  -  Chicago Book Clinic Award ;
  -  "Mention" Prix critique en herbe de la Foire internationale du livre jeunesse de Bologne[7] pour Le Petit Homme et les géants, écrit par Klaus Kordon.

#### Livres
- Denise Dupont-Escarpit et Claude Lapointe, « Marie-José Sacré », dans Guide des illustrateurs du livre de jeunesse franc̜ais, Paris, éd. du cercle de la librairie, 1988, 173 p., ill. (OCLC 636006672).
- Jacques Fiérain, « Sacré, Marie-José », dans La BD dans les provinces de Liège, Namur et Luxembourg, Charleroi, Éd. l'Âge d'or, 2004, 112 p., ill. ; 31 cm (ISBN 9782960019698, OCLC 470388297), p. 91.
- Suzanne Van Rokeghem, Jacqueline Aubenas et Jeanne Vercheval-Vervoort, Des femmes dans l'histoire en Belgique, Luc Pire Éditions, 2006, 303 p., ill. ; 28 cm (ISBN 9782874155239 et 2-87415-523-3, OCLC 470723855), p. 248. ,lire sur Google Livres
- « Dossier Marie-José Sacré », éd. La Joie par les livres, 1988.